# ایمبروس
ایمبروس (یونانی: Ίμβρος) یا ایمروز (ترکی استانبولی: İmroz)، از ۲۹ ژوئیه ۱۹۷۰ رسماً گوکچه‌آدا (ترکی استانبولی: Gökçeada)، بزرگ‌ترین جزیره ترکیه و مرکز شهرستان گوکچه‌آدا در استان چناق‌قلعه است. این جزیره در شمال و شمال‌شرق دریای اژه، در ورودی خلیج ساروس قرار دارد و غربی‌ترین نقطه ترکیه است. ایمبروس دارای مساحتی برابر با ۲۷۹ کیلومتر مربع (۱۰۸ مایل مربع) و جنگل‌های فراوانی است.
بر طبق سرشماری ۲۰۲۰، جمعیت جزیره و شهرستان گوکچه‌آدا برابر با ۱۰٬۱۰۶ تن بود. صنایع اصلی ایمبروس ماهیگیری و گردشگری است. در پایان سده بیستم، ساکنان این جزیره عمدتاً ساکنین سرزمین اصلی ترکیه بودند که بیشتر پس از سال ۱۹۶۰ به آنجا آمده بودند و جمعیت بومی یونانی آن در آغاز سده ۲۱ به حدود ۳۰۰ نفر کاهش یافت.